# Shop-stop 2.
A Shop-stop 2. (eredeti cím: Clerks 2.) 2006-ban bemutatott amerikai filmvígjáték, melyet Kevin Smith írt és rendezett, 1994-es Shop-stop című filmjének folytatásaként. A főbb szerepekben Brian O’Halloran, Jeff Anderson, Rosario Dawson, Trevor Fehrman, Jennifer Schwalbach Smith, Jason Mewes és Kevin Smith látható.
Elsősorban a szereplők és az élethelyzetek kapcsolják össze a két filmet, a történet kevésbé. Az első epizóddal ellentétben a film színesben készült, mindössze a nyitó és záró képsorok fekete-fehérek. 
Világpremierje a 2006-os cannes-i fesztiválon volt. 2006 az Edinburghi Nemzetközi Filmfesztivál közönségdíjasa lett. Magyar szinkronja miatt számos jelenete kultikus jelentőségű lett Magyarországon is, amelynek köszönhetően az első résznél is népszerűbbé vált hazánkban.[forrás?]

## Cselekmény
Tíz évvel az első rész cselekménye után Dante Hicks a Quick Stop vegyesbolthoz érkezik egy újabb munkanapra, ám döbbenten látja, hogy az üzlet és a hozzá kapcsolódó videótéka is porig égett. Legjobb barátja és munkatársa, Randal Graves az előző este véletlenül bekapcsolva felejtette a kávéfőzőt zárás előtt. Mivel így mindkettejük munkahelye megsemmisült, a Mooby's gyorsétteremláncnál helyezkednek el, eladóként. Főnökük egy Becky Scott nevű nő, munkatársuk pedig a tizenéves, buzgó keresztény Elias Grover lesz.
Egy évvel később Danténak elege lesz a minimálbérből fenntartott életéből, és úgy dönt, Floridába költözik gazdag, de uralkodni vágyó menyasszonyával, Emma Buntinggal. Itt leendő apósa saját házzal és a családi vállalkozással várja őt. Ez elszomorítja Randalt, mert úgy érzi, legjobb barátja nélkül üres lesz az élete. Közvetlen főnökük, Becky sem örül a távozásnak. Jay és Néma Bob a Mooby's előtt álldogálnak a kisbolt leégése óta. Már nem drogoznak, miután letartóztatták és elvonóra küldték őket, de továbbra is dílerkednek, miközben a tipikus, különc szokásaikat is művelik.
Dante az utolsó munkanapját tölti a gyorsétteremben, ahová a legkülönfélébb alakok esnek be. Fél, hogy az esküvőn nem fog tudni táncolni, ezért Beckyt kéri arra, tanítsa meg a tánclépésekre az üzlet tetején. A tánc végén Dante bevallja neki, hogy szereti, Becky pedig terhességét közli vele – ugyanis pár hete volt egy egyéjszakás kalandjuk az irodában. Becky megkéri Dantét, senkinek ne beszéljen erről. Ő mégis elmondja Randalnek a dolgot, ami nagyon feldühíti Beckyt. Randal biztatására Dante a lány után ered, így Randal előkészíthet barátjának egy meglepetés búcsúbulit a Mooby's falai közt. Felbéreli a „Kotrevák Kelly és a Szexi Dög” nevű erotikus duót, melynek előadásában – legalábbis várakozása szerint – egy nő fog közösülni egy szamárral. Dante visszatér az étterembe és a füstgépet tűznek gondolva értesíti a tűzoltókat. Az épületben Randal, Jay, Néma Bob és egy nagyon részeg/bedrogozott Elias várja.
A csoport szembesül azzal, hogy a szamárshow során valójában egy Szexi Dög névre hallgató férfi idomár fog fajtalankodni az állattal. Míg a többiek a bizarr showt nézik, a visszatérő Becky elismeri, ő is szereti Dantét. Amikor megcsókolják egymást, Emma megérkezik egy ajándék tortával és szemtanúja lesz a dolognak. Felbontja eljegyzésüket, ágyékon rúgja Dantét és a fejéhez vágja a tortát, majd könnyek közt elviharzik. A rendőrség és a tűzoltóság is kiérkezik, ezután Szexi Dög, Dante, Randal, Elias, Jay és Néma Bob is rövid időre börtönbe kerül. Cellájukban Dante heves vitába keveredik Randallel, mert úgy érzi, barátja mindent tönkretesz körülötte és nem akarja elengedni őt, hogy új életet kezdhessen. A felháborodott Randal ugyanakkor azzal vádolja, gyávaságból mindig csak másoknak akar megfelelni. Végül sikerül rádöbbenniük, mennyire fontosak egymásnak és kibékülnek. 
Randal felveti az ötletet, miszerint meg kéne venniük és újranyitniuk a Quick Stop üzletet. Bár nincs rá pénzük, Jay és Néma Bob hajlandó kölcsönadni nekik (a Jay és Néma Bob visszavág cselekménye során a Bunkóman és Gyökér után szerzett jogdíjakból), ha cserébe büntetlenül lóghatnak a bolt előtt. Nemsokára kiengedik őket és Dante eljegyzi a terhes Beckyt. A vegyesbolt és a videótéka újjáépítése után Dante és Randal munkát ad Eliasnek a tékában. A film végén a kép fekete-fehérre vált át és az első filmben látott nő tűnik fel, aki még mindig a tejeshűtőben válogat.

## Szereplők

Jay és Néma Bob

| Szerep            | Színész                   | Magyar hang      |
| ----------------- | ------------------------- | ---------------- |
| Dante Hicks       | Brian O'Halloran          | Kaszás Gergő     |
| Randal Graves     | Jeff Anderson             | Miller Zoltán    |
| Emma              | Jennifer Schwalbach Smith | Ruttkay Laura    |
| Elias             | Trevor Fehrman            | Molnár Levente   |
| Jay               | Jason Mewes               | Rába Roland      |
| Néma Bob          | Kevin Smith               | Faragó András    |
| Becky             | Rosario Dawson            | Pikali Gerda     |
| Lance Dowds       | Jason Lee                 | Viczián Ottó     |
| Szexi Dög         | Zak Knutson               | Schneider Zoltán |
| Hobbit-rajongó    | Kevin Weisman             | Elek Ferenc      |
| Ügyefogyott fickó | Ben Affleck               | Széles Tamás     |

## Forgatása
Az 1999-es Dogma stáblistájának a végén már lehetett olvasni (félig tréfásan), hogy a következő Smith-film a "Clerks 2: Hardly Clerkin'" lesz. Ezt később a "The Passion of the Clerks"-re változtatta, Mel Gibson filmjének, A passiónak a hatására. Végül mégis a Shop-stop 2-nál maradtak. Eredetileg 2005 végén vagy 2006 elején kellett volna bemutatniuk a filmet, de különféle projektek, valamint Kevin Smith vendégszereplése a Kettőt találhatsz című filmben hátráltatták ezt. A forgatásról webes naplót vezettek, amelyben minden egyes apró esemény dokumentálva lett az interneten. Smith ötlete szerint ő, Scott Mosier és Jeff Anderson a filmet egy szabadon letölthető mp3-fájlban kommentálták végig, melyet a tervek szerint a mozikban a film közben iPoddal lehetett volna meghallgatni. Több filmszínház tiltakozása miatt ez meghiúsult, de a későbbi DVD-kiadáson ez a hangsáv helyet kapott.
Bár a filmet színesben vették fel, a táncos jelenet kivételével mindegyikben fakóbb színeket használtak, ezzel próbálva meg elérni ugyanazt a hatást.
A Mooby's étterem a kaliforniai Buena Parkban található bezárt Burger King-étterem volt, amelyet azóta lebontottak. A vegyesbolt ezúttal is a való életben megtalálható new jersey-i Quick Stop Groceries volt.
Brian O'Halloran, Jeff Anderson, Jason Mewes és Kevin Smith újra eljátszották az előző filmben látott szerepüket. Emma szerepében Smith felesége, Jennifer Schwalback Smith látható, epizódszerepekben pedig a kislánya és az édesanyja is.
A moziváltozatban valamint az 1-es régiós DVD-n a stáblista alatt tízezer név olvasható. Ez egy játék végeredménye: azok az emberek szerepelnek itt, akik annak idején a leggyorsabban vették fel ismerősnak a Shop-stop 2-t MySpace-en.